# V-1飛彈
V-1飛彈是德國在二次世界大戰研發與生產的一種地對地攻擊的飞弹。V-1是復仇兵器第1號（德語：Vergeltungswaffe 1）的略稱。德國軍方編號為Fi 103，是德國在大戰末期的复仇武器之一。其使用脉冲喷气式发动机，在飛行過程中常伴隨著“嗡嗡”的聲響，所以又稱“嗡嗡炸彈”。也有人称它为“机器人炸弹” 。

## 歷史
德國自1944年6月13日開始對英國南方與歐洲大陸數個重要城市發射V-1飞弹，直到1945年3月29日終止期間，一共生產大約3萬枚，發射大約1萬枚。其中2,419枚擊中倫敦市，造成約6,184人死亡，17,981人受傷。
英國為了防範V-1的襲擊，除了以高射炮之外，亦在英國上空放置了大量防空氣球，並訓練飛行員擊落V-1。
V-1的主要發射方式是從地面架設的固定軌道升空，德國空軍也改裝部分He 111轟炸機，自空中發射約1176枚V-1飞弹。

## 設計與外型
V-1的外型類似一架飛機，只是沒有駕駛員的乘坐空間，不過德國的確試驗過利用人力控制的V-1飞弹。V-1的動力來自一具阿格斯公司生產，推力2.7千牛頓（660磅）的As 014脉冲式喷气发动机。
位於飛彈前端的彈頭重量850公斤，飛行速度在高度600到900公尺之間為640公里/時，飛行距離約為250公里。導引系統是以陀螺儀控制的自動飛行系統。